# سرژ حاروش
سرژ حاروش (به فرانسوی: Serge Haroche) (زاده ۱۱ سپتامبر ۱۹۴۴ در کازابلانکا، مراکش) فیزیکدان فرانسوی است. او در سال ۲۰۱۲ برای «روشهای تجربی پیشرو منجر به اندازه‌گیری و دستکاری سیستمهای مجزای کوانتومی» برنده جایزه نوبل فیزیک شده‌است. او هم‌اکنون پروفسور فیزیک و رئیس کلژ دو فرانس (معتبرترین آکادمی علمی فرانسه) و صاحب کرسی فیزیک کوانتومی است. او فارغ‌التحصیل دانشگاه پاریس ۶ در سال ۱۹۷۱ در رشته فیزیک است.
استاد راهنمای او در دوره دکترا (۱۹۷۱–۱۹۶۷) کلود کوهن تانوژی بوده‌است که خود در سال ۱۹۹۷ برنده جایزه نوبل فیزیک برای «سرمایش لیزری و تله گذاری اتمها» شده‌است.
حاروش از فیزیکدانان بسیار پیشرو در اپتیک کوانتومی است و کتاب تألیفی او «کاوش در کوانتوم» یکی از مراجع اصلی و کلاسیک در زمینه اتم، فوتون و کاواک اپتیکی است.